# HMS Warrior (1860)
O HMS Warrior é o primeiro ironclad que foi operado pela Marinha Real Britânica e a primeira embarcação da Classe Warrior, seguido pelo HMS Black Prince. Sua construção começou em agosto de 1859 nos estaleiros da Thames Ironworks and Shipbuilding Company em Londres e foi lançado ao mar em dezembro de 1860, sendo comissionado na frota britânica em agosto do ano seguinte. Era armado com uma bateria principal de 26 canhões de 206 milímetros, tinha um deslocamento de mais de nove mil toneladas e alcançava uma velocidade máxima de catorze nós.
O Warrior e seu irmão foram encomendados como uma resposta ao francês Gloire, o primeiro ironclad do mundo. O navio teve uma carreira tranquila e sem grandes incidentes, passando a maior parte de seu serviço realizando realizando atividades de rotina, como cruzeiros pelo Oceano Atlântico e participações de eventos cerimoniais. A embarcação já estava começando a ficar obsoleta apenas dez anos depois de entrar em serviço e acabou sendo colocada na reserva em abril de 1875. Passou a ser usado em funções secundárias até ser finalmente descomissionado em maio de 1883.
A embarcação depois disso teve seus mastros e armas removidas, sendo usado primeiro como um depósito flutuante e posteriormente como uma instalação da escola de torpedos da Marinha Real. Foi descartado em 1925 e transformado em um molhe de petróleo dois anos depois, função que exerceu até 1979. O Warrior em seguida foi doado para A Fundação Marítima e restaurado no decorrer de oito anos, com muitos de seus elementos e equipamentos sendo restaurados ou reproduzidos. Foi inaugurado como navio-museu em julho de 1987 no Estaleiro Histórico de Portsmouth.

## Antecedentes
A Marinha Imperial Francesa lançou em 1850 o navio de linha a vapor Napoléon, iniciando uma corrida armamentista com a Marinha Real Britânica que durou uma década. Alguns anos depois, as Batalhas de Sinope e Kinburn na Guerra da Crimeia demonstraram, respectivamente, as desvantagens de navios com casco de madeira e vantagens de embarcações blindadas com ferro. Estudos apoiaram essas conclusões, assim os franceses lançaram em 1859 o Gloire, o primeiro ironclad oceânico, o que desestabilizou o equilíbrio de poder ao neutralizar o investimento britânico em navios de linha de madeira. Isto causou temores de invasão no Reino Unido, pois a Marinha Real não tinha embarcações que poderiam fazer frente ao Gloire e seus irmãos. A situação era considerada tão séria que a rainha Vitória perguntou ao Almirantado se a Marinha Real era capaz de desempenhar as tarefas que deveria realizar em tempos de guerra.

## Desenvolvimento
A Classe Warrior foi encomendada como resposta aos desenvolvimentos franceses. O Almirantado inicialmente especificou que os navios deveriam ser capazes de alcançar quinze nós (28 quilômetros por hora) e terem um aparelho completo para navegarem ao redor do mundo. Construção com ferro foi escolhida pois proporcionava o melhor equilíbrio entre velocidade e proteção; um casco de ferro era mais leve do que um de madeira do mesmo tamanho e formato, dando mais capacidade para canhões, blindagem e motores. O projeto foi elaborado por Isaac Watts e Thomas Lloyd, respectivamente o Chefe de Construção e Engenheiro Chefe da Marinha Real. Eles copiaram o projeto do casco da fragata de madeira HMS Mersey com o objetivo de minimizar riscos, modificando-o para a construção com ferro e para acomodar uma cidadela blindada à meia-nau no convés dos canhões, protegendo assim a maior parte do armamento. Navios com essa configuração de canhões e blindagem ficaram conhecidos como ironclads de bateria lateral.
O projeto dos dois ironclads da Classe Warrior usou muitas tecnologias estabelecidas e provadas que já estavam sendo usadas em navios oceânicos há anos, incluindo o casco de ferro, motor a vapor e hélice, com apenas sua blindagem feita de ferro forjado sendo um grande avanço tecnológico. O historiador e arquiteto naval David K. Brown escreveu que "O que fez do [Warrior] uma verdadeira novidade foi o modo em que esses aspectos individuais foram misturados, fazendo dele o maior e mais poderoso navio de guerra no mundo". O Almirantado paralisou a construção de todos os navios de linha de madeira e pelos anos seguintes encomendou mais onze ironclads. John Fisher, posterior Primeiro Lorde do Mar e que serviu como tenente de artilharia no Warrior entre 1863 e 1864, escreveu décadas depois que na época que a embarcação entrou em serviço "Certamente não foi apreciado que este, nosso primeiro navio de guerra blindado, causaria uma mudança fundamental no que estava em voga por algo próximo de mil anos".
O Gloire tinha a intenção de substituir os navios de linha de madeira, mas a Classe Warrior foi projetada como fragatas blindadas de quarenta canhões, não com a intenção de lutar na linha de batalha, pois o Almirantado estava inseguro se eles seriam capazes de aguentar disparos concentrados de navios de linha com dois e três conveses. Diferentemente do Gloire, a intenção para o Warrior e seu irmão HMS Black Prince era para que fossem rápidos o bastante para forçar batalha de uma frota inimiga e controlar a distância em que a batalha fosse travada. Enquanto o Gloire tinha um perfil quadrado, o Warrior tinha uma proa clipper, mas era duas vezes mais comprido que um clipper tradicional.

## Características

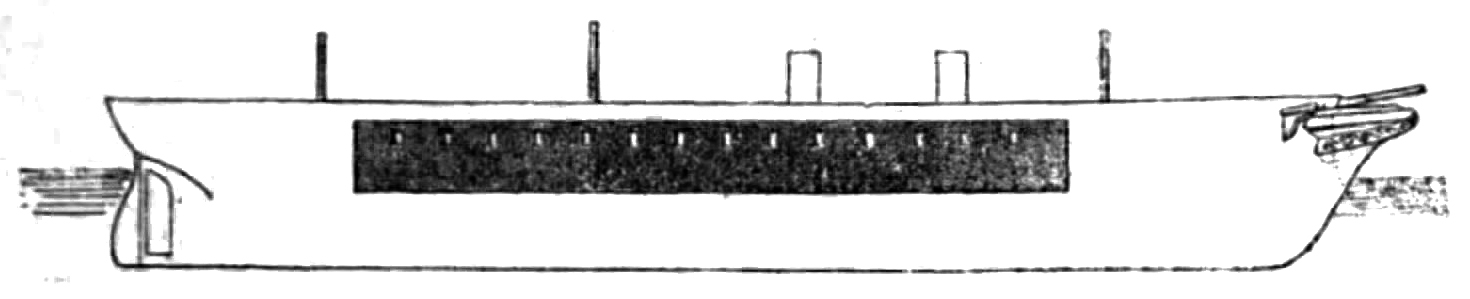
Desenho do Warrior

O Warrior tem 115,9 metros de comprimento entre perpendiculares e 128 metros de comprimento de fora a fora. Tem uma boca de 17,8 metros e um calado de 8,2 metros. Seu deslocamento é de 9 284 toneladas, enquanto sua arqueação é de 6 109 toneladas de medida antiga. Seu comprimento fez com que fosse relativamente difícil de manobrar, dificultando que sua proa fortalecida fosse usada para abalroamentos, uma tática antiga que estava voltando a ser usada em meados do século XIX. O casco é subdividido em 92 compartimentos por anteparas estanques transversais e conveses, tendo um fundo duplo sob as salas de máquinas e caldeiras.

### Propulsão

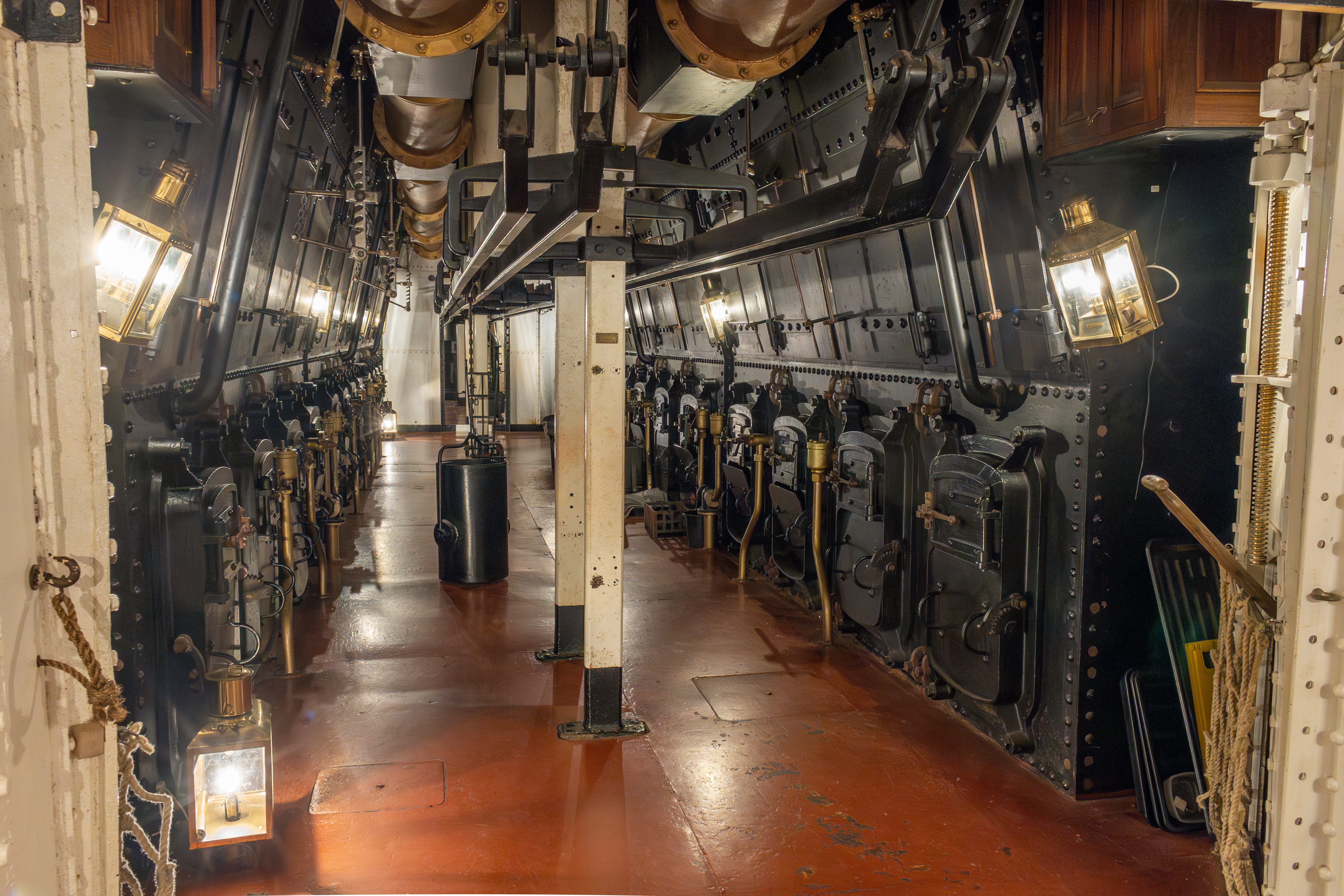
A sala de caldeiras do Warrior

O sistema de propulsão do Warrior consistia originalmente de um motor a vapor de tronco com dois cilindros fabricado pela John Penn and Sons e que girava uma hélice. O vapor para o motor era produzido por dez caldeiras retangulares a carvão. Durante testes marítimos em 1º de abril de 1868, esse sistema produziu 5 853 cavalos-vapor (4 304 quilowatts) de potência para uma velocidade máxima de 14,04 nós (26,08 quilômetros por hora) sem o uso de velas. A embarcação podia carregar até 867 toneladas de carvão, suficiente para uma autonomia de 2,1 mil milhas náuticas (3,9 mil quilômetros) a onze nós (vinte quilômetros por hora).
O navio tinha 4 497 metros quadrados velas, podendo alcançar treze nós (24 quilômetros por hora) apenas com elas, dois nós (3,7 quilômetros por hora) a mais do que o Black Prince. Tinha quando entrou em serviço a maior hélice de elevação já feita com 26 toneladas, com seiscentos homens podendo elevá-la para dentro do navio a fim de reduzir o arrasto enquanto navegava apenas com velas. Como medida adicional para reduzir o arrasto, as duas chaminés eram telescópicas e podiam ser abaixadas. O Warrior certa vez alcançou 17,5 nós (32,4 quilômetros por hora) usando seu motor e suas velas enquanto navegava contra a maré.

### Armamento

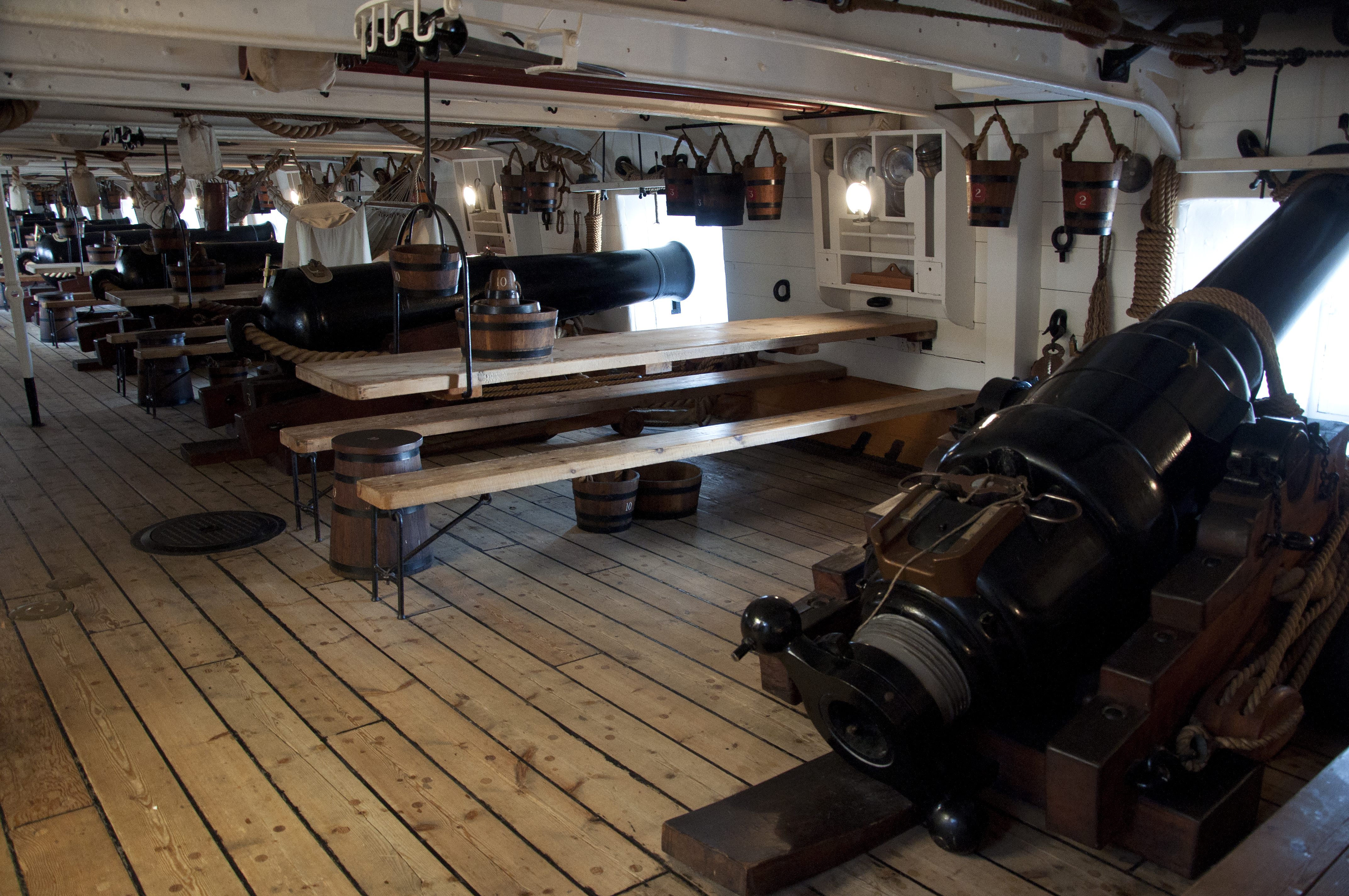
O convés dos canhões do Warrior

Foi originalmente planejado que o armamento fosse de quarenta canhões antecarga de 68 libras, dezenove em cada lateral do convés principal e um à vante e outro à ré no convés superior. As armas eram de 206 milímetros, mas disparavam pelouros de 201 milímetros a uma distância de 2,9 quilômetros. O armamento foi alterado durante a construção para 26 canhões de 68 libras, dez canhões retrocarga Armstrong de 110 libras e 178 milímetros e quatro canhões retrocarga Armstrong de 40 libras e 121 milímetros. Tinha sido planejado substituir todas as armas de 68 libras pela de 110 libras, que tinha um alcance de 3,5 quilômetros, mas isto foi abandonado por conta de resultados ruins em testes de penetração de blindagem. Esses canhões exigiam muito trabalho para carregar e disparar, consequentemente só eram usados com uma carga de propelente reduzida, o que os deixava ineficazes contra outros ironclads.
Todos os canhões podiam disparar pelouros sólidos ou projéteis explosivos. Os canhões de 68 libras também podiam disparar projéteis de ferro fundido, que eram preenchidos de ferro derretido em uma fornalha. As armas de 40 libras foram substituídas em 1863 por um modelo de mesmo tamanho mas com projeto aprimorado. Todo armamento original do Warrior foi substituído entre 1864 e 1867 por 24 canhões de 178 milímetros e por quatro canhões antecarga de 203 milímetros. Também recebeu quatro canhões Armstrong retrocarga de 20 libras e 95 milímetros para uso como armas de saudação. O canhão de 203 milímetros podia penetrar 244 milímetros de blindagem de ferro forjado, já o de 178 milímetros podia penetrar 196 milímetros.

### Blindagem
A blindagem do Warrior consiste em 114 milímetros de ferro forjado com 457 milímetros de madeira de teca atrás. A blindagem é feita de placas de 91 centímetros por 3,66 metros interligadas pelo método de lingueta e sulco. Elas são aparafusadas através da teca até o casco de ferro. A teca consiste em duas camadas de 229 milímetros colocadas em ângulos retos em relação uma a outra; elas fortalecem a blindagem ao amortecerem as ondas de choque causadas pelo impacto de projéteis que do contrário iriam quebrar os parafusos conectando a blindagem ao casco. Diferente da maioria das blindagens de navios posteriores, a do Warrior foi criada pelo processo de batimento em vez rolamento. Testes foram realizados em Shoeburyness em outubro de 1861 e foi determinado que o navio era "praticamente invulnerável para munições em uso na época".
A blindagem cobre os 64,9 metros centrais do navio e se estende 4,9 metros acima da linha de flutuação e 1,8 metro abaixo. Os canhões no convés principal são protegidos de disparos de enfiada por anteparas transversais de 114 milímetros de espessura. As extremidades do navio não possuem proteção alguma, mas mesmo assim são subdivididas em compartimentos estanques com o objetivo de minimizar inundações. A falta de blindagem na popa deixava os equipamentos de direção e leme vulneráveis.

### Tripulação
A tripulação do Warrior em 1863 era de cinquenta oficiais e 656 marinheiros. A maior parte dos tripulantes precisava realizar tarefas fisicamente exigentes, como por exemplo elevar manualmente as mais pesadas âncoras da história. O dia a dia da tripulação pouco diferia daqueles a bordo dos tradicionais navios de linha de madeira. A maior parte dos marinheiros vivia no convés dos canhões, dormindo em redes presas nas laterais do casco e nas colunas do convés, com até dezoito homens entre cada canhão. Os oficiais ficavam alojados na popa em pequenas cabines individuais, com a sala de oficiais também servindo de refeitório. O oficial comandante tinha duas cabines espaçosas e bem mobiliadas.
Dos marinheiros, 122 eram Fuzileiros Reais. Como experimento, os fuzileiros do Warrior no início de sua carreira vinham da Artilharia de Fuzileiros Reais, mas depois alguns fuzileiros de infantaria foram designados seguindo a prática normal. Os fuzileiros manuseavam os canhões de ré e ficavam alojados entre a tripulação e as cabines dos oficiais.

## Carreira

### Serviço ativo

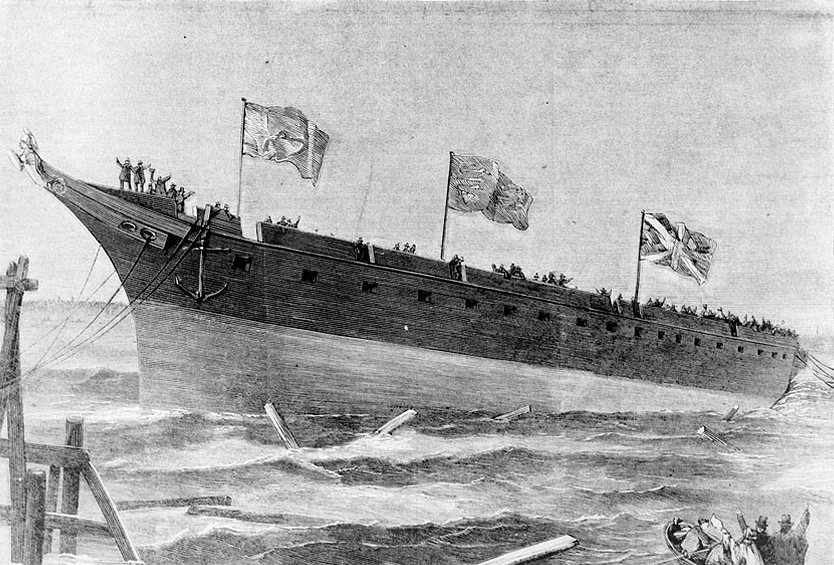
Ilustração do lançamento do Warrior

O Warrior foi encomendado em 11 de maio de 1859. Foi construído pelos estaleiros da Thames Ironworks and Shipbuilding Company em Londres e seu batimento de quilha ocorreu em algum momento após 6 de junho depois do lançamento do transatlântico Seine da P&O, com a rampa de lançamento tendo sido reforçada para aguentar o peso do ironclad. A produção do ferro começou em escala total em agosto, mesmo mês que a construção provavelmente começou também. Indecisão por parte do Almirantado e várias mudanças de projeto causaram vários atrasos e quase fez com que o estaleiro falisse até que uma concessão de cinquenta mil libras esterlinas ter sido dada. Foi batizado por sir John Pakington, o Primeiro Lorde do Almirantado, e lançado ao mar em 29 de dezembro de 1860 durante o inverno mais frio em cinquenta anos. O casco estava congelado na rampa de lançamento e foi necessário o uso de carneiros hidráulicos, rebocadores adicionais e trabalhadores correndo no convés de um lado ao outro para que se soltasse. O Warrior foi comissionado em 1º de agosto de 1861 para realizar seus testes marítimos, que terminaram em 24 de outubro. O navio custou 377 292 libras, quase o dobro de um navio de linha de madeira contemporâneo. Defeitos revelados nos testes foram corridos entre março e junho de 1862, enquanto danos também foram consertados. Alterações incluíram a instalação de um gurupés menor e mais leve, mais a provisão de latrinas adicionais à meia-nau.
O navio foi designado para a Esquadra do Canal sob o comando do capitão Arthur Cochrane. O Warrior escoltou o iate real HMY Victoria and Albert em março de 1863 enquanto este levava a princesa Alexandra da Dinamarca ao Reino Unido para se casar com Alberto Eduardo, Príncipe de Gales. Alexandra gostou da conduta da tripulação e pediu que o almirante sir Michael Seymour informasse aos homens que "ela estava muito satisfeita". Cochrane mandou que a mensagem fosse gravada em uma placa de latão e colocada na roda do leme. A Esquadra do Canal visitou vários portos britânicos por doze semanas em meados de 1863, recebendo trezentos mil visitantes, chegando a treze mil por dia. Em 19 de setembro resgatou os sobreviventes da barca Mary Agnes, que tinha afundado em Liverpool depois de colidir com o barco com rodas de pás SS Snaefell.

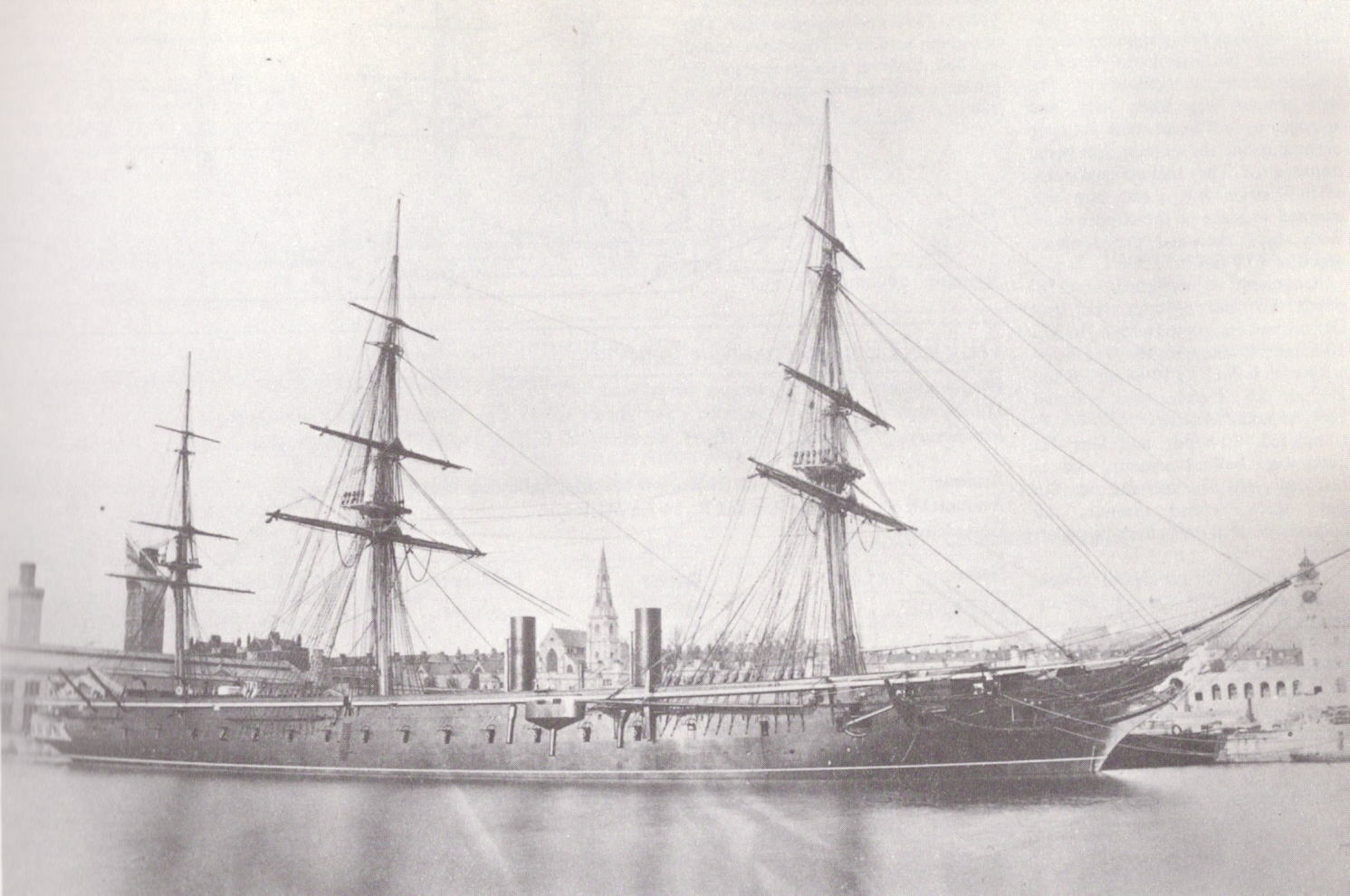
O Warrior c. 1862–1867

Uma reforma começou no Warrior em novembro de 1864 em que seus canhões Armstrong foram removidos e seu armamento aprimorado com armas antecarga mais modernas. Voltou ao serviço em 1867, sob o comando do capitão John Corbett, com o objetivo de substituir o Black Prince como navio de guarda em Queenstown, mas em vez disso os dois participaram de uma revista naval em 17 de julho em homenagem a visitas feitas pelo quediva Ismail Paxá do Egito e sultão Abdulaziz do Império Otomano ao Reino Unido. O Warrior foi tirado de serviço logo em seguida em 24 de julho, mas no dia seguinte foi recomissionado sob o comando do capitão Henry Boys. Fez treinamentos em Spithead e então navegou em 24 de setembro para voltar para a Esquadra do Canal. Foi enviado para à Baía de Osborne no final do ano para proteger a rainha Vitória na Casa Osborne, pois uma revolta tinha começado na Irlanda e informações de inteligência sugeriam que a rainha poderia ser alvo de nacionalistas irlandeses. O navio recebeu uma visita informal da rainha enquanto estava desempenhando essa função. A embarcação fez parte da escolta que acompanhou o Victoria and Albert para Dublin em abril de 1868 durante uma visita oficial de Alberto Eduardo. O Warrior colidiu com o ironclad HMS Royal Oak em agosto próximos da Escócia, perdendo sua figura de proa e gurupés e destruindo um dos cúteres do Royal Oak. Boys enfrentou uma corte marcial por conta do acidente, mas foi inocentado.
O Warrior, Black Prince e a fragata com rodas de pás HMS Terrible rebocaram uma doca seca flutuante, grande o bastante para acomodar ironclads, por 2,7 mil milhas náuticas (cinco mil quilômetros) pelo Oceano Atlântico de Madeira até as Bermudas entre 4 e 28 de julho de 1869. Voltou para casa no final de agosto e Boys foi substituído no comando pelo capitão Frederick Stirling. Passou por manutenção em que seu casco foi limpo e sua figura de proa perdida na colisão com o Royal Oak substituída, retornando então para a Esquadra do Canal. O capitão Henry Glyn assumiu o comando em 2 de março de 1870. O Warrior e o resto da Esquadra do Canal realizaram um cruzeiro junto com a Frota do Mediterrâneo entre agosto e setembro, durante o qual o ironclad HMS Captain naufragou em 7 de setembro sob uma tempestade. Outros cruzeiros ocorreram em seguida, incluindo viagens para Madeira e Gibraltar. O navio quase colidiu com o ironclad HMS Agincourt enquanto deixavam Gibraltar, com o Agincourt encalhando.

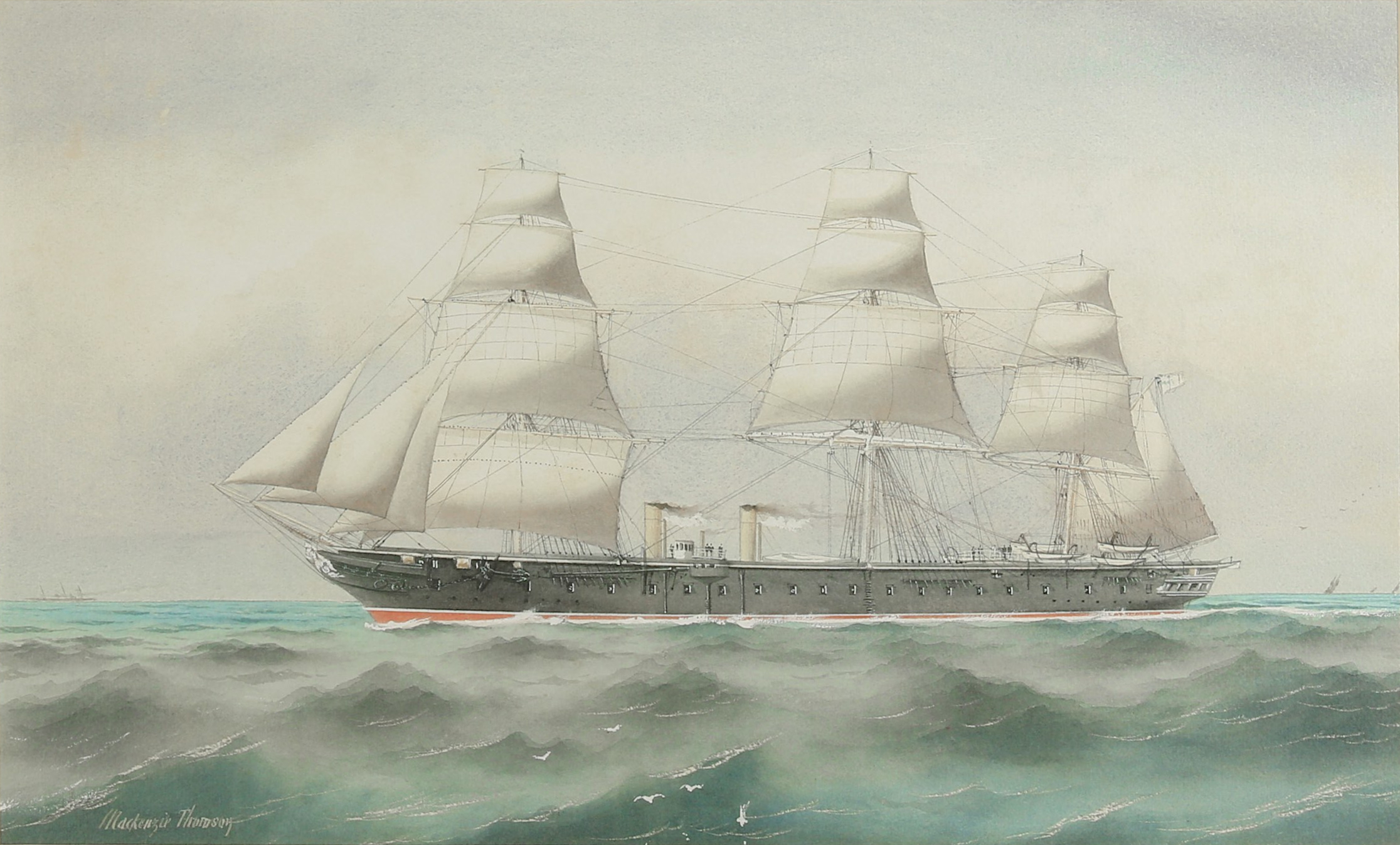
Pintura do Warrior por William Mackenzie Thomson em 1870

A rápida evolução do projeto de navios de guerra, da qual o Warrior foi parcialmente responsável, fez com que ele começasse a ficar obsoleto apenas dez anos depois do seu lançamento. A Marinha Real lançou ao mar em julho de 1871 seu primeiro navio capital com propulsão totalmente a vapor, o HMS Devastation. A ausência de mastros com velas permitiu que o armamento principal deixasse as laterais das embarcações e fossem para posições mais elevadas em que poderiam girar com livremente. Nesse mesmo ano começou uma reforma no Warrior que durou até 1875, em que foram adicionados um castelo de popa, um cabrestante a vapor e um gurupés mais curto, enquanto novas caldeiras foram instaladas. Voltou ao serviço em abril de 1875 e foi designado para a 1ª Reserva, atuando como navio de guarda em Portland. Nesta função realizou cruzeiros de verão para vários portos. Foi mobilizado durante a Guerra Russo-Turca entre 1877 e 1878 por conta de temores de que os russos poderiam atacar Constantinopla no Império Otomano, forçando o Reino Unido a intervir, mas isso nunca aconteceu e assim o Warrior fez cruzeiros pela Baía de Bantry. Foi transferido em abril de 1881 para o estuário do rio Clyde, onde serviu de navio de guarda até 31 de maio de 1883. Foi descoberto neste mesmo mês que dois de seus mastros estavam podres e não haviam substitutos disponíveis, assim o navio foi descomissionado e seus mastros removidos.

### Inatividade
O Warrior foi reclassificado em 1887 como um "navio de guerra a hélice, terceira classe, blindado", depois novamente em maio de 1892 como um cruzador blindado de primeira classe, porém sem nenhuma alteração material na própria embarcação. Foi considerado para modernização até pelo menos 1894, mas isto foi rejeitado como algo não econômico depois de pelo menos uma nova caldeira ter sido instalada. Foi removido da lista efetiva e classificado em março de 1890 como um casco despojado. Foi usado como depósito flutuante de maio de 1901 a julho de 1902. Foi escolhido para ser usado como depósito para uma flotilha de contratorpedeiros e assim seu motor e caldeiras foram removidos, enquanto parte do convés superior foi coberto. O Warrior serviu nessa função a partir de julho de 1902 sob o comando do capitão John de Robeck. Foi designado em março de 1904 para a HMS Vernon, a escola de treinamento de torpedos da Marinha Real. Seu nome foi alterado para Vernon III nesse mesmo mês com o objetivo de liberá-lo para uso do novo cruzador blindado HMS Warrior, com seis novas caldeiras Belleville e quatro geradores elétricos sendo instalados para que assim pudessem fornecer aquecimento e energia elétrica para os outros cascos despojados que compunham a Vernon. A maior parte do convés superior foi coberta a fim de criar salas de aula para treinamentos de rádio, com seus mastros do traquete e mezena sendo reinstalados. A escola foi transferida em outubro de 1923 para uma nova instalação terrestre, deixando todos os cascos despojados redundantes. O navio foi renomeado de volta para Warrior em 1º de outubro e a Marinha Real o declarou redundante seis meses depois.

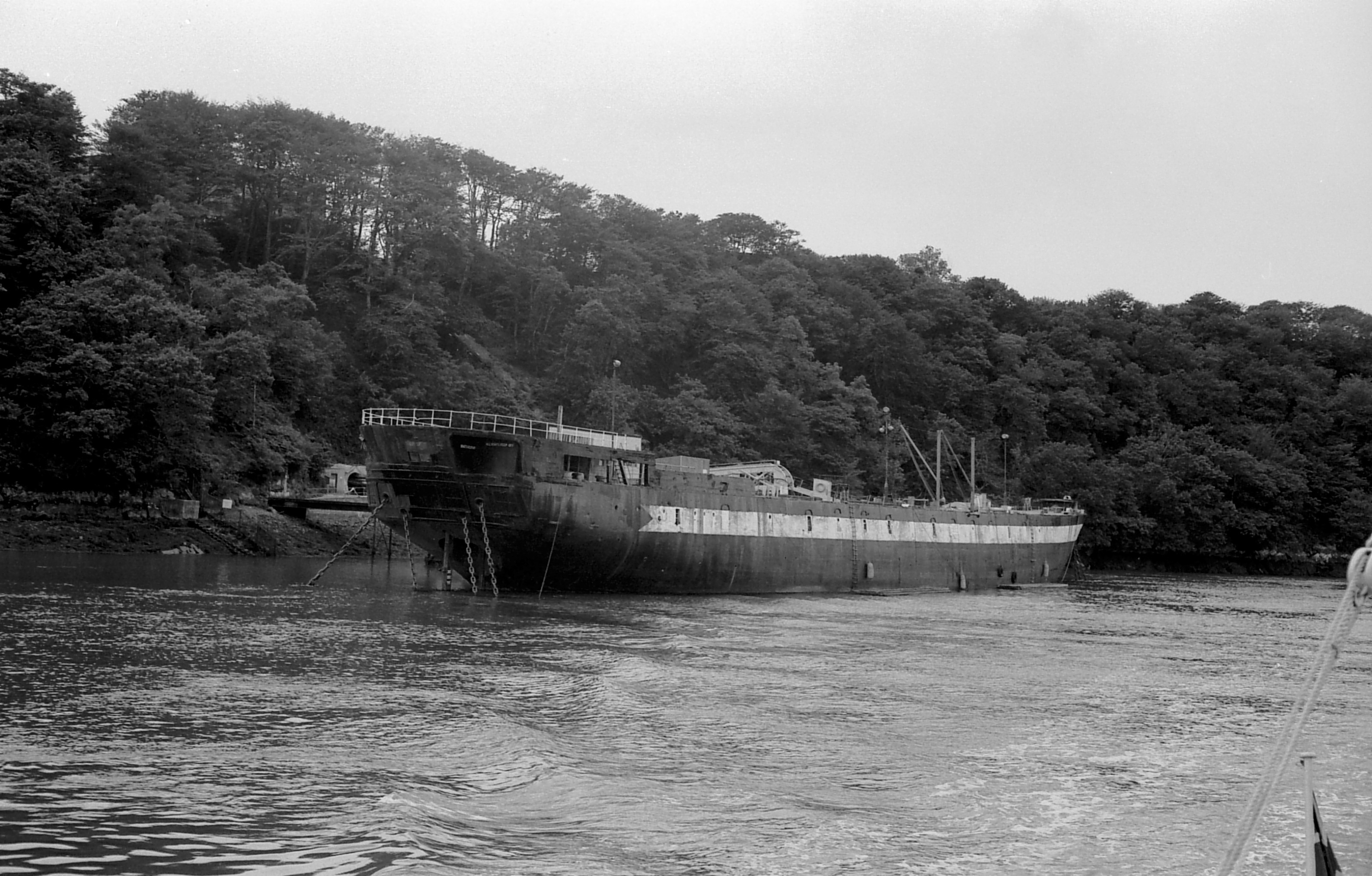
O Oil Fuel Hulk C77 em 1977

Uma enorme quantidade de navios tinha sido desmontada após o fim da Primeira Guerra Mundial e isto causou uma queda na demanda por metal de sucata quando a Marinha Real decidiu vender o Warrior em 2 de abril de 1925. Não havia interesse comercial algum em desmontá-lo assim ele permaneceu em Portsmouth por mais quatro anos. Foi modificado a partir de 22 de outubro de 1927 em um cais de amarração, o que envolveu a remoção de seus equipamentos e mastros com exceção das caldeiras e geradores, mais a instalação de duas bombas d'água de emergência. O espaço sob o castelo de popa foi convertido em acomodações para um zelador e sua família. O casco despojado foi rebocado em 13 de março de 1929 para Pembroke, onde serviu de molhe flutuante para petróleo. A embarcação permaneceu próxima de um depósito de petróleo em Llanion Cove pelos cinquenta anos seguintes. A Marinha Real cobriu o convés superior com uma espessa camada de concreto durante uma de suas manutenções antes da Segunda Guerra Mundial. Durante este conflito foi usado de base para draga-minas, sendo nomeado para Oil Fuel Hulk C77 em 27 de agosto de 1942 para liberar o nome para uso do novo porta-aviões rápido HMS Warrior. Reabasteceu cinco mil embarcações durante seu período em Llanion Cove.

## Preservação
Restaurar o Warrior começou a ser discutido na década de 1960. O Conselho da Grande Londres propôs em 1967 restaurar o navio como uma atração, mas a Marinha Real ainda precisava dele em Pembroke e a ideia não avançou. O príncipe Filipe, Duque de Edimburgo, presidiu no ano seguinte uma reunião que discutiu a preservação e restauração do Warrior e outras embarcações históricas, enquanto em 1969 foi fundada A Fundação Marítima com o objetivo de salvar o ironclad e outros navios. A Fundação Manifold, liderada pelo parlamentar John Smith, também tinha interesse na embarcação. A Marinha Real anunciou em 1976 que o depósito de Llanion Cove seria fechado em dois anos, com Fundação Manifold procurando dinheiro para restaurar o Warrior. A Marinha Real, com a promessa do apoio financeiro da Fundação Manifold, doou o navio em 1979 para A Fundação Marítima. A Fundação de Preservação do Navio adquiriu a posse do ironclad em 1983 e dois anos depois ela se tornou a Fundação de Preservação do Warrior.

### Restauração

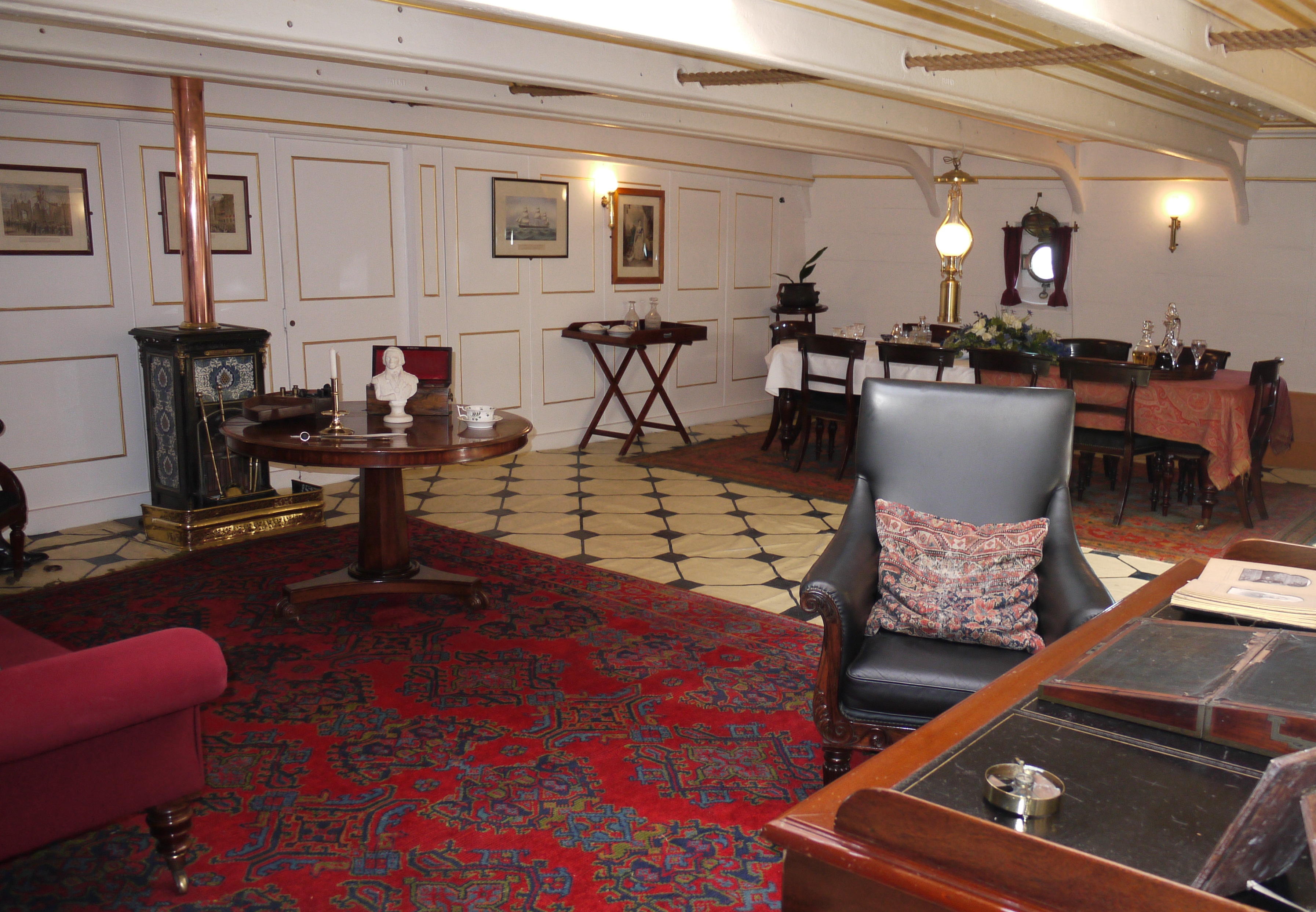
Restauração da cabine diurna do capitão a bordo do Warrior

O Warrior começou em agosto de 1979 uma viagem de 1,3 mil quilômetros para um estaleiro em Hartlepool a fim de ser restaurado e transformado em um navio-museu. Chegou em 2 de setembro e um projeto de nove milhões de libras esterlinas, financiadas principalmente pela Fundação Manifold, começou. A Fundação Marítima decidiu restaurar a embarcação para sua condição em 1862 com o objetivo de que mais nenhum outro grande trabalho fosse necessário por vinte anos. Os primeiros dois anos da restauração foram dedicados em sua maior parte para a remoção em segurança de materiais adicionados após sua entrada em serviço, como o castelo de popa e as duzentas toneladas de concreto sobre o convés. Um grande esforço de pesquisa foi feito para encontrar descrições detalhadas da embarcação e seus equipamentos em 1862 para que a restauração fosse tão precisa quanto economicamente viável. Fontes incluíram registros oficiais sobreviventes e os documentos daqueles que serviram a bordo durante sua carreira. Orifícios de parafusos e camadas de tinta deram pistas da localização de alguns dos elementos, já desenhos do aspirante Henry Murray, encontrados no meio dos documentos de Cochrane, mostraram a localização do armamento, elementos móveis e depósitos.
Em 1981 começou o entalhe de um substituto da figura de proa, que tinha sido destruída na década de 1960, usando fotografias do original como referência. O trabalho em andamento de 3,7 metros foi exibido em 1982 na Exposição Internacional de Barcos de Londres com seus escultores Jack Whitehead e Norman Gaches ainda trabalhando, com a figura tendo dominado a cobertura midiática da exposição. Ela foi finalizada em meados de 1983 e apareceu no programa infantil Blue Peter da BBC. Passou boa parte de 1984 em exibição no Portão Principal do Estaleiro Real de Portsmouth até ser instalada no navio em 6 de fevereiro de 1985.
Não era viável substituir os mastros de 26,3 metros de altura e 1,1 metro de diâmetro, assim réplicas foram feitas de tubos de aço e com escadas dentro a fim de permitir acesso às plataformas. Os três mastros e o gurupés foram colocados no lugar entre setembro de 1984 e fevereiro de 1985. Foi considerado que o motor, caldeiras e maquinários auxiliares eram muito caros para serem reconstruídos, então réplicas foram criadas com alguns componentes de ferro forjado com o objetivo de duplicar o visual do equipamento de verdade. A réplica do motor pode girar lentamente usando energia elétrica e assim permitir que os visitantes imaginem como ele seria em funcionamento normal.
O Museu de Artilharia da Rotunda de Woolwich emprestou modelos do armamento principal original do Warrior, os canhões de 68 e 110 libras, que foram usados como moldes para réplicas de fibra de vidro. Os canhões de 110 libras foram construídos com culatras funcionais. Os canos de todos os canhões precisaram ser selados para impedir que lixo fosse deixado dentro. Havia pouca informação disponível sobre as carruagens dos canhões, apesar da grande pesquisa, com um protótipo sendo desenvolvido e testado.

### Navio-museu

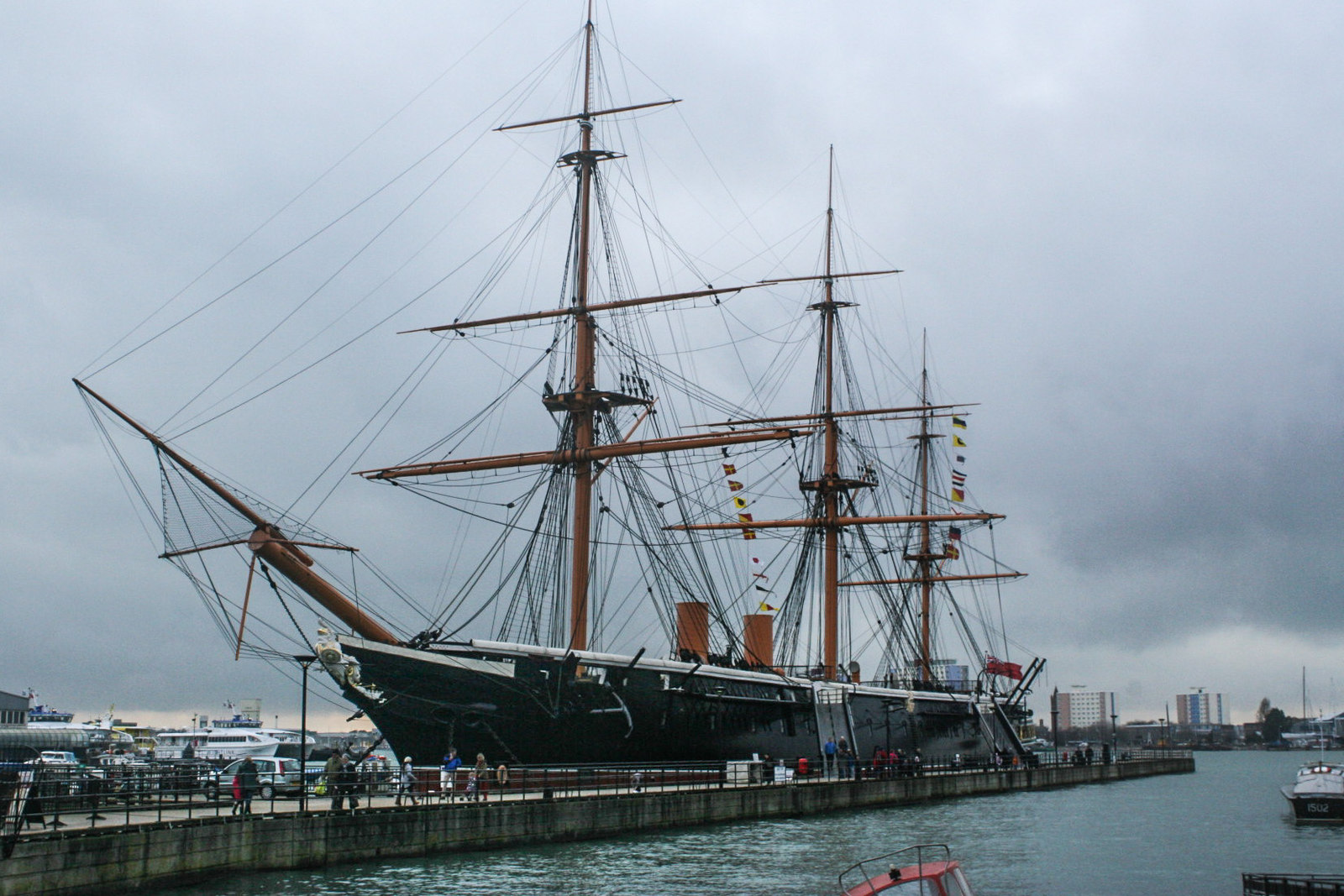
O Warrior em seu cais

Um novo ancoradouro ao lado da estação ferroviária do Porto de Portsmouth foi dragado em 1985 e um novo cais construído para poder acomodar o Warrior em Portsmouth. O navio deixou Hartlepool em 12 de junho de 1987 e foi rebocado durante quatro dias pelos 630 quilômetros até o Solent. Ao entrar no Porto de Portsmouth foi recepcionado por milhares de pessoas que se reuniram no litoral e nas muralhas da cidade, além de mais de noventa embarcações. O Warrior fez essa viagem sob o comando do capitão Collin Allen. Foi inaugurado como navio-museu em 27 de julho. O ironclad foi oficialmente renomeado para HMS Warrior (1860) a fim de evitar confusão com o Quartel-General de Northwood, que tinha sido comissionado em 1983 como HMS Warrior.
O navio faz parte da Frota Histórica Nacional, estando atracado no complexo do Estaleiro Histórico de Portsmouth, que também abriga o navio de linha HMS Victory, os restos da carraca Mary Rose e o monitor HMS M33. Em 1995 foi visitado por mais de 280 mil pessoas, com todo o estaleiro recebendo entre quatrocentos e quinhentos mil visitantes anualmente. O Warrior continuou a ser administrado pela Fundação de Preservação do Warrior até abril de 2017, quando passou para o Museu Nacional da Marinha Real.